# Raymond d'Apremont de Roquecorne
Raymond d'Apremont de Roquecorne, dit aussi Apremont de Roquecorn ou Raimond d'Arfont, mort le 15 septembre 1344, est un ecclésiastique français, évêque de Sarlat puis de Saint-Pons-de-Thomières.

## Biographie
Il est issu de la maison noble de Roquecor en Agénois.
Raymond d'Apremont de Roquecorne est religieux à l'abbaye de la Chaise-Dieu, puis 14e abbé de l'abbaye Saint-Michel de Gaillac en 1300, lorsqu'il est nommé évêque au nouveau diocèse de Sarlat, créé le 9 ou 13 janvier 1318 par le pape Jean XXII. En 1324, il est transféré sur le siège épiscopal du diocèse de Saint-Pons-de-Thomières, créé un an avant celui de Sarlat. Il prend la succession de Mgr Pierre Ier Roger qui vient de mourir, et comme lui doit faire face aux contestations des religieux concernant le partage arbitraire par Pierre Roger entre mense épiscopale, et les revenus du chapitre : mense capitulaire qu'il avait fixé lors de la création de l'évêché en 1317 à la somme de 1 800 livres.
Le pape Jean XXII devra intervenir à plusieurs reprises à ce sujet et, par une bulle datée de l'an 11 de son pontificat (1327), celui-ci annule la sentence arbitraire de l'évêque Pierre Ier Roger. Les revenus du chapitre de Saint-Pons augmentent de 100 livres tournois et sont répartis sur certains biens dont les seigneuries de l'évêque et du chapitre. Cet état de choses perdura jusqu'à La Révolution.
Il commence son épiscopat en divisant son diocèse en sept archipretrés, deux en deçà de la Dordogne qui sont Saint-André et Allas-l'Évêque (communes du canton de Sarlat) et Audrix (commune du canton de Saint-Cyprien de l'arrondissement de Sarlat) et cinq au-delà : Daglan (du canton de Dome, arrondissement de Sarlat); Palayrac (commune du canton de Cadouin, arrondissement de Bergerac); Capdrot (commune du canton de Montpazier); Bouniagues (commune du canton d'Issigeac) et Flaugeac (commune du canton de Sigoulès).
Considérant que le revenu de l'abbaye n'était pas suffisant pour porter les charges épiscopales, il demande au pape d'augmenter le revenu de son église, comme il en avait augmenté les charges. Le pape entérinant la requête, unit à son église le prieuré d'Issigeac qui était une église collégiale et régulière de l'ordre de Saint Benoît sous le titre de doyenné avec toutes ses dépendances, à la dignité et mense épiscopale de Sarlat pour lui et ses successeurs par bulle du 7 août 1318. Mais cette église avait été donnée à Mgr Bertrand du Pouget pour jouissance sa vie durant et Raymond de Roquecorne ne put en bénéficier de suite et dut attendre la mort du prélat survenue un an et demi après.
Entre-temps la noblesse des environs le pressait de recevoir des religieux et devant le peu de moyens qu'il avait de les entretenir décide que le monastère de Sarlat ne recevrait plus que cinquante moines au lieu des cent qu'ils étaient en son temps en 1319.
En 1321, voyant que son église cathédrale est en mauvais état, il ordonne de l'avis du chapitre que le revenu de tous les bénéfices qui vaquaient en son diocèse par l'espace de cinq ans seraient employés à la réparation de celle-ci, et distrait une pension pour un vicaire qui ferait le service pendant le dit temps.
Cette même année il unit l'office de celarier qui était à présent l'archidiacre de Marcays, les prieurés de Saint-Laurent de Valojoulx, de Marcays et de Carsac. Ne disposant pas d'une salle assez grande pour tenir le synode et autre assemblées de son clergé, il fait édifier la salle épiscopale telle qu'elle existe encore aujourd'hui.
Au cours de sa visite pastorale de 1335, il se rend le 29 octobre à l'abbaye Saint-Aignan de Saint-Chinian et célèbre une messe solennelle. Il décide l'année suivante d'établir un recteur perpétuel à l'église Saint-Martin-du-Jaur, paroisse de Saint-Pons, en remplacement de celui nommé annuellement par le chapitre de l'église métropolitaine de Narbonne, puis par les moines du chapitre cathédrale de Saint-Pons, affermissant ainsi son pouvoir sur les religieux. 
Dans un procès opposant le moine Pierre Armengaud de Castres, infirmier de l'église de Saint-Pons et la sœur bénédictine, Bérengère Bernarde, prieure du prieuré Sainte-Marie-Madeleine de Saint-Pons-de-Thomières, situé hors-les-murs, et composé de huit religieuses, la sentence est rendue le 28 juin 1344 par Soubiran de Poilhes, commissaire député par l'évêque à ce sujet : « l'infirmier est démis de la prétention qu'il avait d'administrer les aliments que le monastère des religieux fournissaient aux religieuses pendant qu'elles étaient en santé, comme il estait chargé de leur administrer ceux que le chapitre leur fournissait quand elles étaient malades ».
Tout au long de son épiscopat, il aura à arbitrer et trancher les conflits concernant les abbayes, prieurés et autres églises placés sous son ministère entre 1339 et sa mort, survenue le 15 septembre 1345 à l'abbaye Saint-Pons-de-Thomière.

## Armoiries
Ses armes sont composés d'un écu :
« De gueules chargé d'une bande d'or ».
« De gueules au lion passant d'or, couronné d'azur, Une croix de procession à une traverse posée en pal derrière l'écu et surmontant un chapeau de sinople accompagné d'une cordelière à six houppes de même. D'une crosse d'argent posée en travers derrière l'écu à dextre et à senestre d'une mitre d'or et d'argent ».